# Ouderparticipatiecrèche
Een ouderparticipatiecrèche (ofwel ouderparticipatiecreche ) houdt in, dat ouders onderling elkaars kinderen opvangen op basis van onderling vertrouwen. De achterliggende visie is, dat kinderen meer behoefte hebben aan liefde en aandacht van degenen die hen opvangen dan aan een diploma. Deze crèches zijn wettelijk toegestaan en voldoen aan alle wettelijke regels die ook voor reguliere crèches gelden, behalve de opleidingseisen en de Arbo-eisen (omdat de ouders steeds maar één dag of dagdeel per week meedraaien).

## Werkschema
Gebruikelijk is dat er steeds twee ouders draaien op maximaal 12 kinderen. Deelname aan een ouderparticipatiecrèche is arbeidsintensief en ouders kiezen er dan ook bewust voor. Ertegenover staat een crèche waar je gezamenlijk meedoet en bepaalt wat er gebeurt. 
De huidige nog bestaande ouderparticipatiecrèches zijn vaak begonnen als antiautoritaire crèche in de flower-powertijd maar hebben de professionaliseringsslagen van de afgelopen jaren met steun van de gemeente geïnternaliseerd. In 2012 stond hun voortbestaan op de tocht. Regels, geschreven voor de reguliere opvang, passen niet altijd op de praktijk in ouderparticipatiecrèches (opleidingseisen, vaste gezichten). Begin 2019 heeft de overheid voorgenomen de wet te wijzigen waardoor de ouderparticipatiecrèches rechtmatig zijn en voldoen aan de wettelijke eisen. 